# 李光杓
李 光杓（イ・グァンピョ、朝鮮語: 이광표、1930年11月15日 - 2021年2月25日）は、大韓民国のジャーナリスト。第五共和国の文化公報部長官を務めた。
京畿高等学校を卒業した後、ソウル大学校経済学科に進学した。その後新聞社で記者として働いていたが、第四共和国にて政府部署の報道官と大統領秘書官に抜擢され、官界入りした。 文化観光部次官を務めている途中、朴正煕暗殺事件が起きた。 粛軍クーデター以後、新軍部によって文化公報部長官に起用され、許文道が企画し保安司令部が実行した言論統廃合作業の一線にあった。2021年2月25日、持病により91歳で亡くなった。

## 略歴
- 1949年:京畿高等学校卒業
- 1953年:ソウル大学校商科大学経済学部学士
- 1955年:韓国日報記者
- 1964年:朝鮮日報次長
- 1965年:中央日報経済部長、編集局長代理
- 1973年:商工部、建設部報道官
- 1974年:大統領秘書官
- 1978年:文化公報部次官
- 1980年:文化公報部長官
- 1982年:国定教科書社長
- 1984年:国定教科書理事長
- 1984年:韓国言論会館理事長
- 1986年:連合通信社長
- 1986年:国際ジャーナリスト協会(IPI)韓国委員長
- 1987年:ソウル新聞社長
- 1987年:韓国新聞協会会長